# Naciye Suman
Naciye Suman (23. dubna 1881 – 23. července 1973) byla známá pod pseudonymem Madame Naciye nebo Naciye Hanım a byla první tureckou muslimskou ženou, která se stala profesionální fotografkou. Po rozpadu Osmanské říše se rušily říšské tituly a místo Hanim si musela vybrat příjmení. Vybrala si Suman. Poté, co vystudovala fotografii v Rakousku, si v roce 1919 otevřela doma vlastní studio. Její klienti byly převážně ženy, kterým fotografovala portréty a svatební fotografie. Později vyučovala fotografování v sultánském paláci.

## Mládí
Naciye se narodila v dubnu roku 1881 v Üsküpu v Osmanské říši; místo je dnes součástí Severní Makedonie. Ke svému jménu získala titul podle svého postavení, což bylo Hanımefendi (madam nebo slečna). V roce 1903 se provdala za kapitána Ýsmail Hakký Beye. Měla tři děti; Nusret Suman, který se stal sochařem; a další dvě dcery - Fikret a Nedret. Kvůli válkám na Balkánu (1912-13) se v migrační vlně i jejich rodina odstěhovala do Anatolie. Během útěku přišla Naciye o své čtvrté dítě na maďarských hranicích. I když měla rodina původně namířeno do Istanbulu, jistý přítel jim pomohl přežít konflikt a přesunul je do Vídně. Fotografie byly v té době novinkou a Naciye se chtěla naučit je vytvářet. Následujícího roku (1914) ji její manžel zavolal zpět do Istanbulu, kde už na ni čekali její děti, matka, babička a tři služebnice, se kterými se odstěhovala do istanbulské čtvrti Beşiktaş. Poté si koupila fotoaparát a veškeré vybavení, a udělala malé studio v prádelně v podkroví jejich sídla.

## Kariéra
Během první světové války nastoupil její manžel do armády a ona zůstala sama v jejich sídle, aby se o něj starala. Na válku krátce navázaly turecké boje za nezávislost a časy byly těžké. V roce 1919, když musela prodat rodinné stříbro a zabezpečit tak finančně rodinu, se rozhodla pro jiné řešení. Rozhodla se z rodinného sídla udělat studio s prostým názvem Türk Hanımlar Fotoğrafhanesi-Naciye (Turecká fotografka žen, Naciye) a začala pracovat jako první profesionální muslimská fotografka. Během této doby bývaly ženy zahaleny a nepracovaly, zvláště pak ty, které byly dcerami pašů, ale i přesto měla hned od prvního dne klienty. Mnoho žen, jejichž manželé byli právě ve válce, chtělo přidat k dopisům i svou fotografii. V roce 1921 prodala toto sídlo a přestěhovala se do malého apartmánu, aby její foto studio bylo mimo domov. Z podnikání se stal tzv. Kadınlar Dünyası (Ženský svět) a bylo nejvýznamnější ženskou institucí té doby. Fotografovala také svatební snímky a vyučovala, jak se má správně fotografovat v paláci sultána Mehmeda V. Když válka skončila, pokračovala Naciye společně s manželem ve fotografování až do roku 1930. Toho roku se narodilo její dceři dítě; obchod se zavřel a přestěhovali se do Ankary. V roce 1934 zavedlo Turecko zákon o příjmeních, který kázal, aby si obyvatelé místo titulů zvolili příjmení. V té době si Naciye jako své příjmení zvolila Suman.
Naciye zemřela v červenci roku 1973 v Ankaře v Turecku. Věřilo se, že její fotografie se ztratily, ale sběratelka a spisovatelka Gülderen Bölük, prohledala všechny staré pohlednice a dokumenty o studiu a našla šest fotografií.